# Список аэропортов Северных Марианских Островов
Список аэропортов Северных Марианских Островов, неинкорпорированной организованной территории, свободно ассоциированной с США, включает все гражданские и военные аэропорты, а также некоторые частные аэропорты, если они когда-либо осуществляли коммерческие перевозки, зафиксированные ФАА или же имеют присвоенный ИАТА код.

## Список
Описание каждого столбца см. ниже. Аэропорты, чьи названия выделены жирным, обеспечивают регулярные коммерческие перевозки.
| Местонахождение | ФАА  | ИАТА | ИКАО | Аэропорт                                 | Кат. | Пасс./год |
| --------------- | ---- | ---- | ---- | ---------------------------------------- | ---- | --------- |
|                 |      |      |      | Важнейшие аэропорты (PR)                 |      |           |
| Сайпан          | GSN  | SPN  | PGSN | Сайпан (Saipan International Airport)    | PR   | 555 647   |
| Тиниан          | TNI  | TIQ  | PGWT | Тиниан (Tinian International Airport)    | PR   | 25 954    |
| Рота            | GRO  | ROP  | PGRO | Рота (Rota International Airport)        | PR   | 39 747    |
|                 |      |      |      | Аэропорты авиации общего назначения (GA) |      |           |
| Паган           | TT01 |      |      | Паган (Pagan Airstrip)                   | GA   |           |
|                 |      |      |      | Бывшие военные аэродромы                 |      |           |
| Тиниан          |      |      |      | Норт-Филд (North Field)                  |      |           |

## Пояснения к таблице
- Местонахождение — остров, на котором находится аэропорт.
- Код ФАА — код аэропорта, назначенный Федеральной администрацией по авиации.
- Код ИАТА — код аэропорта ИАТА. Если код ИАТА не совпадает с кодом ФАА данного аэропорта, то он выделен жирным.
- Код ИКАО — код аэропорта ИКАО.
- Аэропорт — официальное название аэропорта.
- Кат. (категория) — одна из четырёх категорий аэропортов, определяемая ФАА на основе плана NPIAS (National Plan of Integrated Airport Systems) на 2007—2011 годы:
  - PR: (Commercial Service — Primary) — аэропорт, имеющий коммерческий пассажиропоток более 10000 человек в год.
  - CS: (Commercial Service — Non-Primary) — аэропорт, имеющий коммерческий пассажиропоток не менее 2500 человек в год.
  - RL: (Reliever) — аэропорты авиации общего назначения, находящиеся в крупных городах. Имеют сходство с аэропортами категории GA. Помимо базирования частной авиации, аэропорты используются для того, чтобы разгрузить крупные аэропорты от небольших самолётов, осуществляющих коммерческие пассажирские перевозки.
  - GA: (General Aviation) — аэропорты авиации общего назначения. В аэропорту должны базироваться не менее 10 воздушных судов, но обслуживаться не более 2500 пассажиров в год. Это означает, что большинство воздушных судов принадлежат и используются частными лицами, и коммерческие перевозки либо отсутствуют, либо незначительны.
- Пасс./год — коммерческий пассажиропоток за 2006 календарный год (согласно отчёту ФАА).